# Castell d'Erpeldange
El Castell d'Erpeldange (en luxemburguès: Ierpeldenger Schlass; en francès: Château d'Erpeldange), està situat en la ciutat del mateix nom, al nord-est de Luxemburg. Actualment allotja les oficines administratives de la comuna d'Erpeldange, amb els seus espais oberts al públic. Té una història que data del segle xiii..

## Història
Durant el segle xii, sembla haver estat una torre i fortalesa de fusta al mateix lloc que l'actual castell. Al segle xiii, Frederic i Gerard d'Erpeldange, els primers senyors d'Erpeldange, van construir un castell de pedra fortificada custodiant la vall en el punt on el riu Sauer es troba amb l'Alzette. La propietat va passar successivament a les mans dels comtes de Vianden, i les famílies de Brandenburg-Outscheid i von Moestroff-Kerpen. A través de matrimoni, la família Gondersdorf va heretar el castell i el 1630 el va transformar en una residència de luxe per a la seva filla. L'any 1677, va ser heretada per Charles François baró de Failly de Sancy i Marie Marguerite de Giraldin. Abandonat per la família Prel al segle xix, va ser utilitzat com una rectoria. Durant la Segona Guerra Mundial, el castell va ser fet malbé com a resultat del seu ús per primera vegada pels alemanys i després per les tropes dels Estats Units. El castell va canviar de mans diverses vegades fins que va ser adquirit per l'Estat el 1983. Des de 1987 s'ocupa amb les oficines administratives de la comuna. L'edifici encara conté dues fines xemeneies renaixentistes.